# Sant’Andrea di Conza

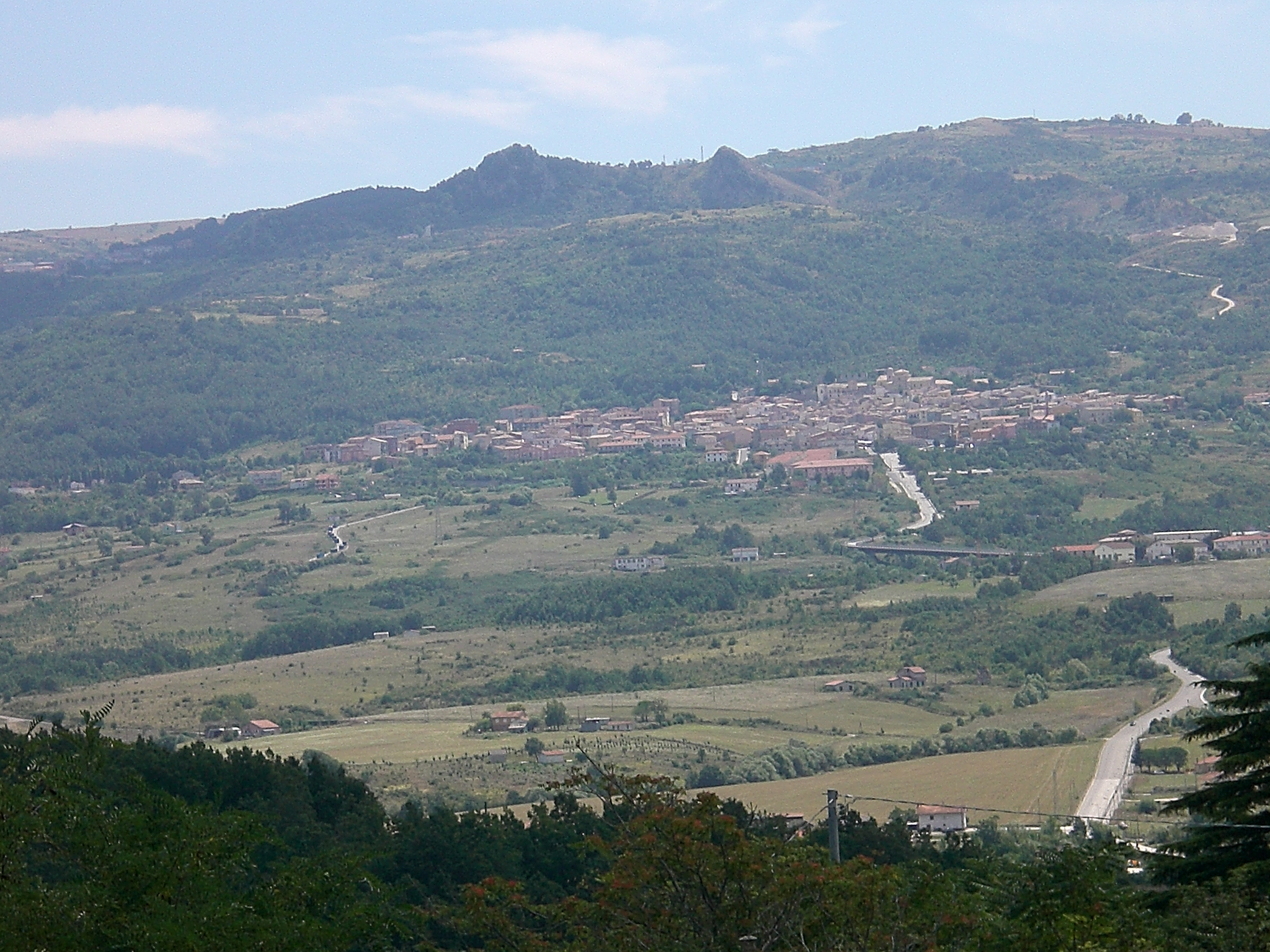
Sant'Andrea di Conza

Sant’Andrea di Conza ist eine italienische Gemeinde mit 1402 Einwohnern (Stand 31. Dezember 2023) in der Provinz Avellino in der Region Kampanien. Der Ort ist Teil der Bergkommune Comunità Montana Alta Irpinia.

## Geografie
Die Nachbargemeinden sind Conza della Campania und Pescopagano (PZ).

## Geschichte
Der Ort wurde am 8. September 1694 durch ein Erdbeben zerstört.